# مجموعة ايه بي مولر ميرسك
فإن ايه بي مولر ميرسك هي أكبر تكتل دانماركي تجاري ومعروفة باسم ميرسك. لدى الشركة أنشطة في مختلف قطاعات الأعمال، وبالدرجة الأولى النقل (النقل البحري لأسطول الحاويات) والطاقة والتنقيب عن النفط. وهي أكبر ناقل حاويات ومتعهد توريد ساحلي في العالم.
يقع المكتب الرئيسي لشركة ميرسك في كوبنهاغن، الدنمارك، ولها فروع ومكاتب في أكثر من 130 بلدا في جميع أنحاء العالم. يعمل بالشركة حوالي 117،000 موظف. وكانت تصنف 131 على قائمة فورتشن 500 العالمية لعام 2008 ارتفاعا من 138 في عام 2007.